# 大久保智弘
大久保 智弘（おおくぼ ともひろ、1947年 - ）は、長野県茅野市出身の時代小説作家である。

## 経歴
長野県諏訪清陵高等学校を経て、1971年立教大学文学部卒業後、都立高校で国語教師として教鞭をとる。1994年『わが胸は蒼茫たり』（のちに『水の砦―福島正則最後の闘い』に改題し刊行）で、第5回時代小説大賞を受賞し文壇デビューを果たす。2003年長野日報に歴史小説『モレヤ』（折井宏光 画
）を連載。木曽義仲を軸として諏訪の中世を描く。
2021年、江戸時代末期の和田嶺合戦で軍師を務めた塩原彦七の自戦記「自戦和田嶺」が彦七の子孫の家から発見され、依頼された大久保がその内容を解読している。

## 作品
講談社
- 1996年『江戸群炎記』ISBN 978-4062079945
- 1997年『木霊風説』ISBN 978-4062087148
- 2000年『仮面疾風』ISBN 978-4062102896

祥伝社
- 1997年『勇者は畏れず』ISBN 978-4396631178
- 1999年『兵は奇道なり』ISBN 978-4396631536

小学館文庫
- 2001年『武田修羅伝 帰って来た信虎』 ISBN 978-4094100068

二見書房（二見時代小説文庫）
- 2006年『水妖伝』ISBN 978-4576060460
- 2006年『孤剣、闇を翔ける』ISBN 978-4576061412
- 2007年『吉原宵心中』ISBN 978-4576070360
- 2009年『無の剣』ISBN 978-4576100548
- 2011年『妖花伝』ISBN 978-4576101675
- 2012年『火の砦』ISBN 978-4576120546
- 2012年『秘花伝』ISBN 978-4576090603
- 2012年『白魔伝』ISBN 978-4576121291
- 2022年『竜神の爪 天然流指南2』ISBN 978-4576221113
- 2023年『天然流指南 書き下ろし長編時代小説 ３ あるがままに』ISBN 978-4576230405

## 映像化作品

### テレビ
- 『忍者がえし水の城』1996年、朝日放送大型時代劇スペシャル[7]